# David Larson (atleta)
David Larson (...) è un ex atleta paralimpico statunitense, che ha gareggiato nella categoria C5/T33/T34.

## Biografia
David Larson ha partecipato a quattro edizioni dei Giochi paralimpici, nella categoria degli atleti con lesione cerebrale. Distintosi nelle gare di velocità, ha corso sulle distanze di 100, 200 e 400 metri piani, riportando otto medaglie paralimpiche, di cui cinque d'oro e tre di bronzo.
Nel 1988 a Seul, ha conquistato la medaglia di bronzo nei 100 e 400 metri, oltre a un quinto posto nel lancio della clava; nel 1992, a Barcellona, ha raggiunto per ben quattro volte il gradino più alto del podio (100, 200, 400 e 800 metri piani); nel 1996, ad Atlanta, ha concorso solo in due distanze, i 100 e i 400 metri, meritando un bronzo e un oro; infine, a Sydney 2000, ha raggiunto la finale in tutte le tre gare cui ha partecipato, senza riportare medaglie, ma con onorevoli piazzamenti.

## Palmarès
| Anno | Manifestazione     | Sede       | Evento                | Risultato | Prestazione | Note |
| ---- | ------------------ | ---------- | --------------------- | --------- | ----------- | ---- |
| 1988 | Giochi paralimpici | Seul       | 100 m piani C4-5      | Bronzo    | 20"68       |      |
| 1988 | Giochi paralimpici | Seul       | 400 m piani C4-5      | Bronzo    | 1'18"74     |      |
| 1988 | Giochi paralimpici | Seul       | Lancio della clava C5 | 5º        | 43,38 m     |      |
| 1992 | Giochi paralimpici | Barcellona | 100 m piani C3-4      | Oro       | 16"67       |      |
| 1992 | Giochi paralimpici | Barcellona | 200 m piani C3-4      | Oro       | 31"60       |      |
| 1992 | Giochi paralimpici | Barcellona | 400 m piani C3-4      | Oro       | 58"22       |      |
| 1992 | Giochi paralimpici | Barcellona | 800 m piani C3-4      | Oro       | 1'55"90     |      |
| 1996 | Giochi paralimpici | Atlanta    | 100 m piani T33       | Bronzo    | 16"86       |      |
| 1996 | Giochi paralimpici | Atlanta    | 400 m piani T32-33    | Oro       | 54"60       |      |
| 2000 | Giochi paralimpici | Sydney     | 100 m piani T34       | 4º        | 17"00       |      |
| 2000 | Giochi paralimpici | Sydney     | 200 m piani T34       | 4º        | 30"58       |      |
| 2000 | Giochi paralimpici | Sydney     | 400 m piani T34       | 5º        | 59"30       |      |